# 가네모토 게이타
가네모토 게이타(일본어: 金本 圭太, 1977년 7월 13일 ~ )는 일본의 전 축구 선수이다.

## 구단 경력
1996년 J1리그의 산프레체 히로시마에 입단했다. 1999년 J2리그의 오이타 트리니타로 이적했다. 2002년 J2리그 우승으로 J1리그로 승격했다. 2003년까지 90경기에 출전, 2003년후 현역 은퇴.